# Hugo Karlström
David Adolf Hugo Karlström, född 22 januari 1873 i Rute församling, död 19 februari 1940 i Lokrume församling, var en svensk lantbrukare och riksdagspolitiker (bondeförbundare). 
Karlström var verksam som lantbrukare i Lummelunda på Gotland. Han var riksdagsman åren 1921–1924 då han var ledamot av riksdagens andra kammare, invald i Gotlands läns valkrets. Han var också landstingsman i Gotlands läns landsting 1918–1936. Hugo Karlström är begravd på Rute kyrkogård.